# Turbilhão (relógio)

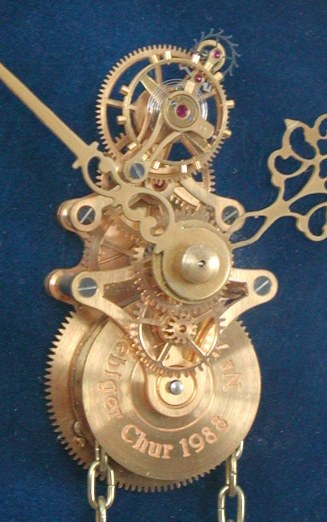
Turbilhão

Turbilhão em relojoaria é um dispositivo destinado a melhorar a precisão dos relógios mecânicos contrabalançando as perturbações do isócronismo do movimento pendular de um relógio devido á gravidade terrestre.

## História
Inventado por relojoeiro francês Abraham Louis Breguet, grande inventor das coisas da relojoaria a partir dos anos 1780, a astúcia deste mecanismo consiste em fazer tornar o pêndulo e o escape entre eles.
É importante recordar que o fabrico do turbilhão se revelou tão árduo que Breguet morreu antes de o ver funcionar corretamente. Só muitos anos após a sua morte é que o primeiro turbilhão foi finalmente entregue pela Casa de Breguet. Embora os mecanismos mais complexos já pudessem ser maquinados muito antes do advento do turbilhão, nenhuma máquina ou processo mecânico era capaz de maquinar uma gaiola de turbilhão em aço e de a temperar sem deformação. A única forma de o fazer era à mão. Só no final dos anos 80 e com o domínio da electro-erosão é que o turbilhão pôde ser maquinado.
Esta dificuldade de execução trouxe aos poucos relojoeiros capazes de realizar um turbilhão um certo reconhecimento do seu talento. Alguns especialistas estimam que, entre 1801 e 1985, não foram produzidos mais de 600 a 700 turbilhões. Excluem-se desta estimativa os turbilhões industriais, ou seja, todos os turbilhões construídos em massa pelos americanos a partir de 1880 e os construídos no Jura francês e suíço a partir de 1900. Entre estes turbilhões fabricados em grande número, as velocidades de rotação das peças rotativas - quer se trate apenas do escape ou do movimento completo - variavam entre um minuto e uma hora e meia. Todos estes turbilhões industriais com gaiolas de latão ou de prata níquel provam que a dificuldade não reside na rotação da gaiola ou de um movimento, mas no fabrico de uma gaiola de aço e no seu endurecimento sem deformação.

## Imagens
Exemplo de um  «HS: Turbilhão em movimento» (em francês). Visitado:Fev. 2014